# Jodie Comer

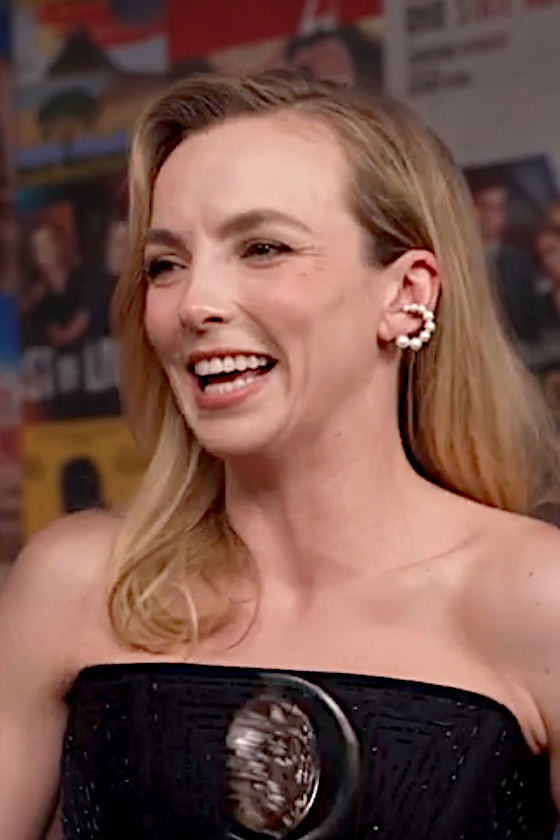
Jodie Comer (2023)

Jodie Marie Comer (* 11. März 1993 in Liverpool, England) ist eine britische Schauspielerin.

## Leben und Karriere
Jodie Comer wurde in Liverpool geboren. Sie nahm Schauspielunterricht an der St. Julie’s Catholic High School in Woolton, Liverpool. Ihre erste Rolle übernahm sie in einem Hörspiel, nachdem ein Agent ihr riet, sich dafür zu bewerben. Ihre eigentliche Schauspielkarriere begann 2008, als sie eine Gastrolle in The Royal Today, einem Spin-off der Krankenhausserie The Royal, erhielt. Es folgte eine Reihe von Gastauftritten in beliebten britischen Fernsehserien wie Holby City, Doctors, Silent Witness, Law & Order: UK, Vera – Ein ganz spezieller Fall, George Gently – Der Unbestechliche und der Miniserie Rillington Place – Der Böse.
Erste Bekanntheit erlangte Comer als Chloe Gemell in My Mad Fat Diary und als Kate Parks in Doctor Foster. Zudem spielte sie die Hauptrolle in der britischen Miniserie Thirteen und war als Elizabeth of York in der historischen Serie The White Princess (einer Produktion des Senders Starz) zu sehen. Der internationale Durchbruch gelang Comer aber insbesondere durch die Rolle der Auftragsmörderin Villanelle in der Serie Killing Eve, basierend auf der gleichnamigen Figur aus Luke Jennings’ Villanelle-Romanen. Der britische The Guardian kürte Killing Eve zur Besten Fernsehserie 2018, und Jia Tolentino schrieb in The New Yorker, dass die Serie „in ihrem ständigen Wechsel in Ton und Rhythmus sowie der Zweideutigkeit – und Unmöglichkeit – von Villanelles Charakter dank des kompromisslosen, unangreifbaren Charismas von Comer“ funktioniert habe. Bei der Emmy-Verleihung 2019 gewann Comer die Auszeichnung als beste Hauptdarstellerin in einer Dramaserie.
Durch ihren Erfolg mit Killing Eve, schaffte Comer endgültig den Sprung von der Fernsehdarstellerin zur Filmschauspielerin. So wurde sie 2021 von Regisseur Ridley Scott für die weibliche Hauptrolle in dessen Historienfilm The Last Duel besetzt, wo sie an der Seite von Matt Damon und Ben Affleck zu sehen war. 2023 übernahm sie weitere Hauptrollen in den Filmprojekten The Bikeriders und The End We Start From. 2022 wollte Ridley Scott ein weiteres Mal mit Comer zusammenarbeiten und sie für die Rolle der Kaiserin Joséphine in der gleichnamigen Filmbiografie über Napoleon Bonaparte engagieren - allerdings musste sie aufgrund von Terminkonflikten absagen und stattdessen durch Vanessa Kirby ersetzt werden.
Im November 2018 nahm das Branchenfachblatt The Hollywood Reporter sie in seine Liste Next Gen Talent 2018: Hollywoods Rising Young Stars auf. Im Dezember 2018 führte die britische Vogue sie in ihrer Liste der The Most Influential Girls of 2018, und im Februar 2019 nahm das Forbes Magazine Comer in seine jährliche Liste Forbes 30 unter 30 auf und zählte sie zu den 30 einflussreichsten Personen unter 30 Jahren in Europa.
Im Sommer 2025 wurde Comer Mitglied der Academy of Motion Picture Arts and Sciences.

## Filmografie (Auswahl)
- 2008: The Royal Today (Fernsehserie, eine Folge)
- 2010: Holby City (Fernsehserie, eine Folge)
- 2010: Waterloo Road (Fernsehserie, eine Folge)
- 2011: Justice (Miniserie, 5 Folgen)
- 2012: Good Cop (Miniserie, eine Folge)
- 2012: The Last Bite (Kurzfilm)
- 2012: Casualty (Fernsehserie, eine Folge)
- 2012: Doctors (Fernsehserie, eine Folge)
- 2012: Silent Witness (Fernsehserie, 2 Folgen)
- 2012–2013: Coming Up (Fernsehserie, 2 Folgen)
- 2013: In T’Vic (Kurzfilm)
- 2013: Law & Order: UK (Fernsehserie, eine Folge)
- 2013: Vera – Ein ganz spezieller Fall (Vera, Fernsehserie, eine Folge)
- 2013–2015: My Mad Fat Diary (Fernsehserie, 16 Folgen)
- 2014: Remember Me (Miniserie, 3 Folgen)
- 2014: George Gently – Der Unbestechliche (Inspector George Gently, Fernsehserie, eine Folge)
- 2015: Lady Chatterleys Liebhaber (Lady Chatterley’s Lover, Fernsehfilm)
- 2015–2017: Doctor Foster (Fernsehserie, 9 Folgen)
- 2016: Rillington Place – Der Böse (Rillington Place, Miniserie, 2 Folgen)
- 2016: Thirteen – Ein gestohlenes Leben (Thirteen, Miniserie, 5 Folgen)
- 2017: The White Princess (Miniserie, 8 Folgen)
- 2017: England Is Mine
- 2018: Snatches: Moments from Women’s Lives (Kurzfilmreihe, Folge Bovril Pam)
- 2018–2022: Killing Eve (Fernsehserie, 32 Folgen)
- 2019: Star Wars: Der Aufstieg Skywalkers (Star Wars: The Rise of Skywalker)
- 2020: Talking Heads (Fernsehserie, Folge Her Big Chance)
- 2021: Free Guy
- 2021: The Last Duel
- 2021: Help (Fernsehfilm)
- 2023: The Bikeriders
- 2023: The End We Start From
- 2025: 28 Years Later

## Videospiele
- 2024: Alone in the Dark (Neuauflage des gleichnamigen Computerspiels von 1992)

## Theater
- 2022: Prima Facie (Harold Pinter Theatre, London)[9]
- 2023: Prima Facie (John Golden Theatre, New York)[10]

## Auszeichnungen und Nominierungen (Auswahl)
Emmys
- 2019: Beste Hauptdarstellerin – Dramaserie für Killing Eve
- 2020: Nominierung in der Kategorie „Beste Hauptdarstellerin – Dramaserie“ für Killing Eve
- 2022: Nominierung in der Kategorie „Beste Hauptdarstellerin – Dramaserie“ für Killing Eve[11]

Golden Globe Awards
- 2020: Nominierung in der Kategorie „Beste Serien-Hauptdarstellerin – Drama“ für Killing Eve
- 2021: Nominierung in der Kategorie „Beste Serien-Hauptdarstellerin – Drama“ für Killing Eve

British Academy Television Awards
- 2017: Nominierung in der Kategorie „Beste Schauspielerin“ für Thirteen[12]
- 2019: Beste Schauspielerin für Killing Eve[13]
- 2020: Nominierung in der Kategorie „Beste Schauspielerin“ für Killing Eve[14]
- 2021: Nominierung in der Kategorie „Beste Schauspielerin“ für Killing Eve[15]

- 2022: „Best leading actress“ für Help[16]

British Independent Film Award
- 2023: Nominierung für die Beste Lead Performance (The End We Start From)

Olivier Awards
- 2023: „Best actress“ für Prima Facie[17]

Tony Awards
- 2023: „Best Performance by an Actress in a Leading Role in a Play“ für Prima Facie[18]

Critics’ Choice Television Awards
- 2019: Nominierung in der Kategorie „Beste Hauptdarstellerin in einer Dramaserie“ für Killing Eve
- 2020: Nominierung in der Kategorie „Beste Hauptdarstellerin in einer Dramaserie“ für Killing Eve

Screen Actors Guild Awards
- 2020: Nominierung in der Kategorie „Beste Darstellerin in einer Dramaserie“ für Killing Eve

Seoul International Drama Awards
- 2022: Auszeichnung als „Beste Schauspielerin“ für Help[19]